# Mladoněmci
Mladoněmci, též mladoliberálové (německy Jungdeutschen), byl liberálně a nacionalisticky orientovaný politický proud mezi německou populací Rakouska-Uherska, včetně českých zemí. Patřil do širšího ústavověrného tábora (tzv. Deutsche Verfassungspartei). V roce 1896 byl nahrazen již přesněji vymezenou Německou pokrokovou stranou.

## Historie
Od obnovení ústavního života v Rakousku-Uhersku počátkem 60. let se v německorakouské společnosti objevil silný politický proud, navazující na dědictví liberální politiky z revolučního roku 1848. V státoprávních sporech 60. let se tento proud profiloval jako obhájce liberálního ústavního systému a centralizovaného státu, odpůrce klerikalismu a federalistických a autonomistických aspirací neněmeckých etnik monarchie. 
Z této tzv. Ústavní strany se nejpozději na počátku 70. let vydělilo mladoněmectví jako specifický politický blok. Na rozdíl od staroněmců se mladoněmci více identifikovali s německým nacionalismem.  Mladoliberálové se na sjezdu v roce 1873 pokusili o modifikaci programových postulátů větším akcentem na národní německou myšlenku, což ale staroliberálové odmítali. Na rozdíl od Strany ústavověrného velkostatku zase měli vyhraněnější liberální představy. 
Ve volbách do Říšské rady roku 1873 získala Ústavní strana v širokém vymezení 218 z celkových 353 parlamentních mandátů. Z toho mladoněmci získali 57 mandátů. Na Říšské radě pak fungoval samostatný mladoliberální Pokrokový klub (Fortschrittsklub) a staroliberální Klub levice (Klub der Linken). V roce 1878 ve vídeňském parlamentu fungoval kromě staroněmeckého Klubu levice a Klubu pokroku i Nový klub pokroku (s 10 poslanci).
Po volbách do Říšské rady roku 1879 fungoval v parlamentu mladoněmecký Klub sjednocené Pokrokové strany (Club der vereinigten Fortschrittspartei) s 54 členy. Během 80. let se potom ústavověrné politické proudy dočasně spojily ve volně koncipovaném parlamentním klubu Sjednocená německá levice.
Roku 1896 byla založena Německá pokroková strana, již jako moderní politický subjekt vycházející z mladoněmeckých myšlenek.